# Rekviem
 For alternative betydninger, se Requiem.
Et rekviem er en romersk-katolsk sjælemesse for de døde (missa pro defunctis), ofte stavet requiem (latin: requies, hvile) efter de latinske indledningsord "Requiem æternam dona eis, Domine, et lux perpetua luceat eis" ("Herre, giv dem den evige hvile, og lad det evige lys skinne på dem"). Messen kan også anvendes ved begravelser.
Rekviem er også den musikalske genre, der har dele af denne messe (eller lignende tekster) som tekstgrundlag. Særlig kendt er den middelalderlige Dies irae antagelig komponeret af Thomas af Celano. Enkelte kompositioner af karakter som sørgemusik er skrevet til andre tekster.

## Messeled
- Introitus
  - Requiem aeternam ...
  - Kyrie eleison
- Graduale
  - Requiem
- Tractus
  - Absolve, Domine
- Sekvens
  - Dies irae
- Offertorium
  - Domine, Jesu Christe
  - Sanctus
  - Agnus Dei
- Communio
  - Lux aeterna

Opstilling og gruppering kan diskuteres. Her efter Peter Ryom; Romersk ritus 1570-1969.

## Musik

### Tidlig musik
Tekst mangler, hjælp os med at skrive teksten

### Komponister
Mange komponister har lagt musik til teksten. Heraf tæller blandt andet G.P. de Palestrina, Giuseppe Verdi, Gabriel Fauré, Hector Berlioz, Krzysztof Penderecki, Benjamin Britten, György Ligeti og Wolfgang Amadeus Mozart, hvor sidstnævnte nok må siges at være det mest kendte.